# Zoológico de Hogle
El Zoológico de Hogle (en inglés:Hogle Zoo y alternativamente "Utah's Hogle Zoo") es un parque zoológico de 42 acres (17 ha) situado en Salt Lake City, en el estado de Utah al oeste de los Estados Unidos. Es el zoológico más grande del estado, los animales conviven en diversos ecosistemas. Se encuentra en la desembocadura del Cañón de la Emigración. Hogle Zoo está abierto todos los días de 9:00 a. m. a 6:00 p. m.
El zoológico de Hogle es un miembro acreditado de la Asociación de Zoológicos y Acuarios (AZA) y de la Asociación Mundial de Zoológicos y Acuarios (WAZA).